# Massabrac
Massabrac ist eine französische Gemeinde mit 121 Einwohnern (Stand 1. Januar 2022) im Département Haute-Garonne in der Region Okzitanien (vor 2016 Midi-Pyrénées). Sie gehört zum Arrondissement Muret und zum Kanton Auterive. Die Einwohner werden Massabracois genannt.

## Geografie
Die Gemeinde Massabrac liegt an der Grenze zum Département Ariège, 60 Kilometer südsüdöstlich von Toulouse. Der Fluss Lèze begrenzt die Gemeinde im Nordosten. Umgeben wird Massabrac von den Nachbargemeinden Castagnac im Nordwesten und Norden, Saint-Ybars im Nordosten und Osten, Sainte-Suzanne im Osten und Süden sowie Canens im Westen.

## Einwohnerentwicklung
| Jahr                       | 1962 | 1968 | 1975 | 1982 | 1990 | 1999 | 2006 | 2013 | 2020 |
| Einwohner                  | 107  | 107  | 93   | 87   | 78   | 72   | 74   | 82   | 98   |
| Quellen: Cassini und INSEE |      |      |      |      |      |      |      |      |      |

## Sehenswürdigkeiten
- Kirche Saint-Martin